# Bombardowanie Szali
Bombardowanie Szali – zbrodnia wojenna dokonana 3 stycznia 1995 roku w trakcie I wojny czeczeńskiej.

## Przebieg
Od początku 1995 roku Szali, miasto oddalone o ok. 30 km od Groznego było celem rosyjskich bombardowań, jednak najbardziej tragiczne z nich miało miejsce 3 stycznia. Wtedy samoloty Sił Powietrznych Federacji Rosyjskiej przeprowadziły bombardowanie przy użyciu 18 bomb kasetowych. Pod pozorem uderzenia w centrum komunikacji radiowej zaatakowano przydrożny targ, stację benzynową, a także szpital, w którym oprócz cywilów przebywali także rosyjscy jeńcy. Organizacja Human Rights Watch informowała o eksplozjach w pobliżu przystanku autobusowego i autostrady Baku-Moskwa. W pobliżu tych miejsc nie znajdowały się cele o znaczeniu militarnym. Współczesne źródła mówią, że ucierpiała także miejscowa szkoła i kołchoz. Atak trwał od półtorej do dwóch godzin.
W wyniku bombardowania zginęło 55 osób, w tym pięciu pracowników medycznych, a liczba rannych wyniosła 186.
Według b. deputowanego do Dumy Państwowej, Anatolija Szabada bombardowanie nie było skutkiem pomyłki, lecz umyślnym atakiem wymierzonym w ludność cywilną.